# Кананга
Кананга (на френски и на суахили: Kananga, позната в миналото като Лулуабур) е столицата на провинция Лулуа на Демократична република Конго. Населението на града, по приблизителна оценка от 2004 г., е 720 362 души.
Градът е разположен недалеч от река Лулуа, приток на река Касаи, и от железопътната линия Илебо-Лубумбаши. В него има летище и музей. Кананга е важен търговски и административен център.

## Известни личности
Родени в Кананга
- Етиен Чизекеди (р. 1932), политик